# Problema dos universais
Problema dos universais (ou "querela dos universais") é a designação dada ao debate, sustentado pelos historiadores da filosofia, sobre questão de saber se os universais são coisas ou meramente palavras. Esta questão divide os filósofos em realistas, como Platão, em que as espécies, como a espécie humana, são em certo sentido coisas, e em nominalistas, em que “espécie” não passa de uma palavra. O universal é um conceito filosófico que diz que existe algo que é partilhado por objetos particulares diferentes. Por exemplo, a circularidade é um universal que todas as coisas que são circulares partilham. Diz-se que os objetos circulares instanciam esse universal.
Porfírio, em sua renomada obra Isagoge, irá se perguntar da seguinte maneira, que acabou por desenvolver a problemática anos depois:

"Além do mais, no que tange aos gêneros e às espécies, acerca da questão de saber:
(1) se são realidades subsistentes em si mesmas ou se consistem apenas em simples conceitos mentais 
(2) ou, admitindo que sejam realidades subsistentes em si mesmas, se são corpóreas ou incorpóreas e,

(3) neste último caso, se são separadas ou se existem nas coisas sensíveis e delas dependem."
Platão argumentou que, não só os universais eram reais, como só estes existiam verdadeiramente. Foi no século XII que as perspectivas nominalistas passaram a ser apresentadas. Abelardo não duvidou que a hierarquia das espécies e dos géneros de Aristóteles e de Porfírio descrevesse correctamente a estrutura do mundo. Deixou claro que quando afirma que as palavras são universais, não se refere às palavras no sentido físico (os sons que emitimos quando falamos), mas às palavras como portadoras de significado. Foi na sequência dos trabalhos de Abelardo que os seus contemporâneos introduziram o termo nomen (nome), e a partir daqui o conceito de nominalismo.
No século XIII, à medida que os escritos de Aristóteles sobre a alma e a metafísica se tornaram conhecidos, o nominalismo praticamente desapareceu. Tomás de Aquino e Duns Escoto elaboraram várias formas sofisticadas de realismo, reconhecendo os universais como realmente existentes. Mas no século XIV o nominalismo voltou a ser recuperado, tendo sido Guilherme de Ockham o mais destacado dos nominalistas medievais. Ockham rejeitou a ideia aristotélica de que o conhecimento intelectual resultava de as nossas mentes serem informadas por universais derivados de objectos percepcionados. Argumentou que o nosso conhecimento do mundo exterior começa com uma apreensão dos indivíduos.